# Dietmar Zeman
Dietmar Zeman (Wenen, 31 maart 1932) is een Oostenrijkse fagottist. 
Van 1955 tot 1990 was hij als zodanig verbonden aan het Wiener Philharmoniker. Hij wordt genoteerd voor een beroemde opname met Karl Böhm van het fagotconcert van Mozart die als deel van de reeks van de Originelen van Deutsche Grammophon beschikbaar is.
- Bibliothèque nationale de France: cb139427758 (data)
- International Standard Name Identifier: 0000 0001 1652 1343
- MusicBrainz: 4064b1f8-db1e-4f0a-b3c6-466ce6110210
- Virtual International Authority File: 59274280